# Chludowo

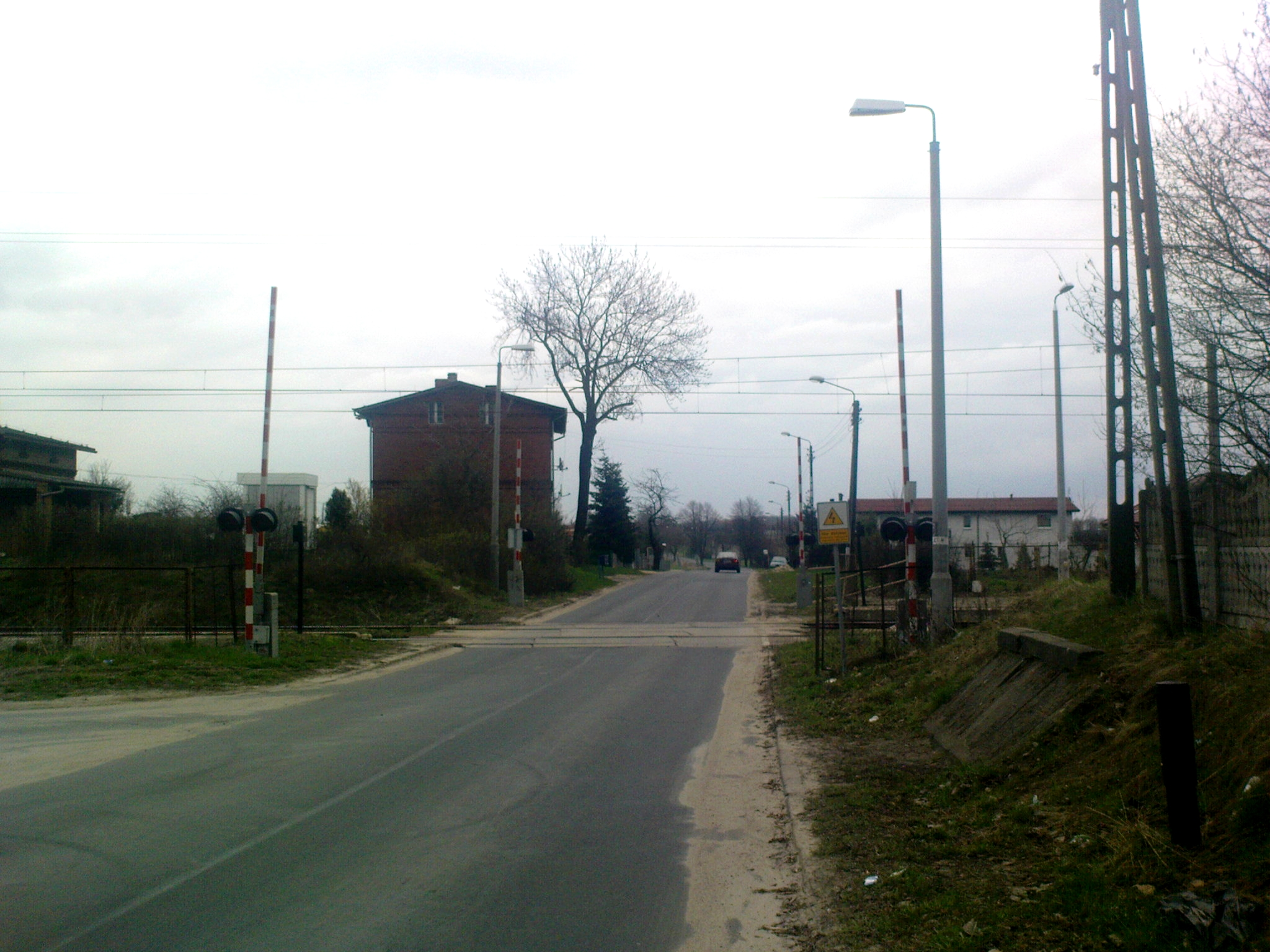
Chludowo (2010)

Chludowo ist ein Dorf in der Gemeinde Suchy Las, im Powiat Poznański, in Großpolen. Der Ort liegt 19 km nördlich von Poznań und hat 1425 Einwohner.

## Geschichte
Chludowo wurde 1252 das erste Mal schriftlich erwähnt. Im Mittelalter gehörte das Landgut dem Kloster Owińska. 1939 bis 1945 trug der Ort den Namen Truppenfeld.

## Verkehr
Durch den Ort verläuft die Landesstraße 11.